# Tuyên bố bãi bỏ chế độ quân chủ

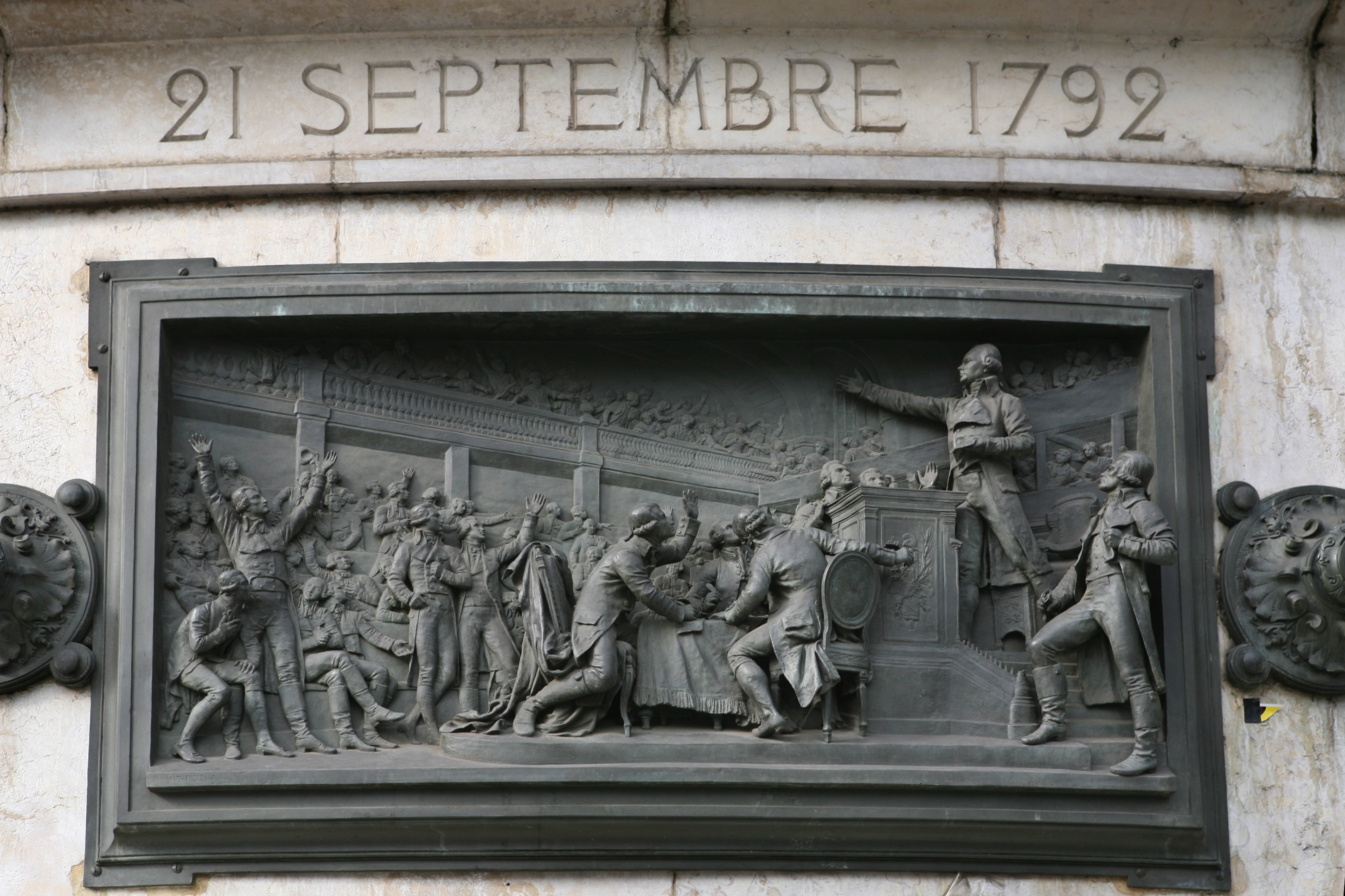
Tuyên bố bãi bỏ chế độ quân chủ, đồng cứu trợ cao bằng Léopold Morice, Tượng đài Cộng hòa, Place de la République, Paris, 1883

Tuyên bố bãi bỏ chế độ quân chủ là một tập của các cuộc cách mạng Pháp, diễn ra trong ngày 21 tháng 9 năm 1792 trong phiên họp đầu tiên của hội nghị quốc gia, trong đó các đại biểu tuyên bố việc bãi bỏ chế độ quân chủ ở Pháp (mà kể từ khi Ngày 4 tháng 9 năm 1791 đã có hình thức quân chủ lập hiến), đánh dấu sự ra đời của Cộng hòa Pháp đầu tiên.

## Bối cảnh
Các đại biểu của Công ước biết rằng họ được giao nhiệm vụ ngăn chặn cuộc khủng hoảng được bao phủ bởi chuyến đi của Vua Louis XVI và vụ bắt giữ ông ở Varennes (tháng 6 năm 1791) và bắt giữ Tuileries (10 tháng 8 năm 1792). Nguồn gốc tư sản và hoạt động chính trị của họ không bao hàm họ, trong hầu hết, cho sự thương xót của ngai vàng. Các chiến thắng của Valmy (20 tháng 9 năm 1792), sự thành công quân sự đầu tiên của nước cộng hòa vào cùng ngày của cuộc họp, tăng cường niềm tin của họ.

## Đề xuất
Khi đại diện của Paris, Jean-Marie Collot d'Herbois, đề nghị bãi bỏ, ông đã gặp phải một chút kháng cự - nhiều nhất, Claude Basire, bạn của Georges Jacques Danton, đã cố gắng tiết chế sự nhiệt tình bằng cách đề nghị thảo luận trước khi đưa ra quyết định. Nhưng trụ trì Henri Grégoire, giám mục hiến pháp của Blois, đã phản ứng mạnh mẽ với một số gợi ý tranh luận:
| “ | Tại sao chúng ta cần một cuộc thảo luận nếu mọi người đồng ý? Vua là quái vật trong cả trật tự đạo đức và thể chất. Các tòa án là nơi làm việc cho tội phạm, tiền sảnh cho tham nhũng và hang ổ của bạo chúa. Lịch sử của các vị vua là tử đạo của các quốc gia! | ” |

Jean-François Ducos ủng hộ anh ta trong việc xác nhận rằng bất kỳ cuộc thảo luận nào cũng sẽ là vô nghĩa "sau khi ánh sáng đã lan rộng vào ngày 10 tháng 8". Lập luận tóm tắt này được dùng làm một cuộc tranh luận và quyết định được đưa ra nhất trí, trong đó Đệ Nhất Cộng hòa Pháp ra đời.